# القبائل العربية في مصر
القبائل العربية في مصر موجودة من قبل دخول الإسلام مصر (مثل قبائل جذام ولخم المسيحية
). كما أن شرق الدلتا وسيناء كانت بها قبائل عربية من عصور ما قبل الميلاد (مثل امتداد حكم مملكة قيدار لشرق مصر) والعثور على أثار للملك قينو بن جشم ملك قيدار في محافظة الإسماعيلية. وهو ما يدعم ما ذكره المؤرخ هيرودوت من أن قبائل قيدار عاشت في شمالي سيناء وشرقي الحدود المصرية. ودخلت العديدة من القبائل العربية الأخرى مصر مع الفتح الإسلامي وعبر العصور المختلفة.
توجد العديد من القبائل العربية في مصر وهي موزعة على عدة محافظات كما وردت في الإحصاء الرسمى لسنة 1883 ميلادي عن توزيع هذه القبائل وكذلك في نشرة قانون العربان الرسمية المؤرخة في 7/1/1907 ميلادية
. وقد أثرت اللهجة الهلالية في اللهجة العامية المتداولة بمصر والمغرب العربي.

## محافظة الإسكندرية
السناقرة، وأولاد خروف بطن العقاري، الحوته، وأولاد علي الأحمر، السننة، الحرابي، قبيلة الجوابيص، السمالوس .

## محافظة الإسماعيلية
الحويطات، جهينة، الهنادي، العليقات، بلي، العيايدة، الأشراف، البراعصة من بني رشيد، الطميلات، المعازة، العقايلة، السماعنة، الأخارسة، البياضية، السواركة.

## محافظة أسوان
عرب المشارقة، الجعافرة من نسل الإمام الحسين، العليقات أو العقيلات، جهينة، الأنصار ، مطير .

## محافظة أسيوط
السادة أبو خشبة البازات، عرب المشارقة، جهينة، الجهمة، الجليلات، الهداهيد، الطرشان، أنداره، أجلاص، وهيثم، العمايم، الجوازي، الربايع، ترهونة، العطيات، الهنادي.

## محافظة البحر الأحمر
العبابدة، جهينة، الرشايدة، الحويطات، المعازة، مزينة، العريمات .

## محافظة البحيرة
السادة العزازية، أولاد علي، بريدان من قبيلة الفواخر، قبيلة الجوابيص، السمالوس، السناقرة، المجرحي، الشوالحة، مغيب، الأشقر ، أبو وافية .

## محافظة بني سويف
البراعصة، الفوايد، العييايدة، الرماح، الحليقات، خويلد، الصعيطي، الخرافي، الموالك، المشارقة، الحويطات، الضعفا، المعازة.

## محافظة جنوب سيناء
العليقات أو العقيلات، المزينة، الصوالحة، القرارشة، الجبالية، أولاد سعيد من الفوايدة من جهينة، الحماضة، بني واصل، الجرارة، البدارة.

## محافظة الجيزة
السادة العزازية، السمالوس، أولاد علي، الربايع، أولاد سليمان، المحافيظ، العواقير، الحسون، العواقير، الحرابي، المجابرة، البراعصة، العمايم، العبيدات، النجمة، أولاد علي الأحمر، الحويطات، الجوابيص.

## محافظة الدقهلية
السادة العزازية، السادة البازات، جهينة, كلب, الزهايرة، السعديون, جذام, عقبة، حسن طوبار، بنو عبيد .

## محافظة سوهاج
بلي، جهينة، بني واصل، الكلاحين، الصهب، العوازم، الأطاولة، العمايم، العطيات، أولاد علي، الهوارة، الأشراف.

## محافظة السويس
الحويطات، جهينة، الهنادي، العليقات، بلي، العبابدة، الأشراف، البراعصة من بني رشيد، و الصوالحة.

## محافظة الشرقية
السادة العزازية، السادة المسلمية، السادة البازات، السادة الفواخر، السادة المحمودية، السادة الثقايلة البلاسيون، الطحاوية، الهنادي، أولاد علي، السماعنة، السعديون، جذام ولخم، هلبا سويد، العبابدة، الكرايرة، الحوتة، الترابين، العقايلة، البياضية، الأخارسة، النفيعات، الشرافدة، المساعيد، السواركة، الحويطات، جهينة، العليقات، بلي، العيايدة، الأشراف، البراعصة من بني رشيد، الرشايدة، بنو واصل، عقبة، المعازة، اللبايدة، الصوالحة، البهجة، الفرجان، أولاد أحمد.

## محافظة شمال سيناء
السواركة، الرميلات، البياضية، بلي، الأخارسة، العقايلة، الدواغرة، العيايدة، التياهة، الترابين، الحوات، النجمات، المساعيد، الصفايحة، الأحيوات، الحويطات، العزازمة، بني فخر، أولاد سليمان، الأغوات، حجاب، أبو شيته، عروج، السلايمة، الشوربجي، الشريف.

## محافظة الغربية
السادة الرفاعية، جهينة و سنبس الطائية (مقر شياختها كانت في سخا) غيرهم.

## محافظة الفيوم
البراعصة من بني رشيد، الفوايد، مطير ، الرماح، أولاد فايد، العبيدات، الحرابي، القذاذفة، القطان، الحاسة، الصبيحات، السمالوس، ترهونة، العوامي، الحبون، جهينة، الأشراف.

## محافظة القاهرة
الحويطات، البراعصة من بني رشيد، جهينة، الترابين، العايد، الحبايبة.
- مناطق تواجد القبائل العربية (يطلق عليها لفظ «عرب» في العامية المصرية ويقصد بها تجمعات بدوية عربية في وقت ما): عرب الحصن (المطرية بجوار المسلة) عرب الطوايلة (المطرية)، عرب عين شمس (حاليا جسر السويس)، عرب المعادي (عاصمة المعادي)، عرب المحمدي (العباسية - الدمرداش)، عرب سلام (حي المعصرة -حلوان)، عرب الوالدة (حلوان)، عرب راشد (حلوان)، عرب اليسار (كوبري السيدة عائشة وصلاح سالم)، عرب أبو ساعد (الصف وحلوان)، عرب البراوي (حلوان)، عرب غنيم (حلوان).

## محافظة قنا
الهوارة، الأشراف الجمامزة، والسمهودية، العزازية، الأنصار و جهينة.

## محافظة القليوبية
```
المعازة، الصوالحة، 
الحويطات
، 
جهينة
، الأشراف، جذام، الحبايبة.
```

## محافظة كفر الشيخ
السادة آل طلحة، الأشراف الأدارسة، الجوابيص، الجميعات، الحرابي، التميمي، بريدان .

## محافظة المنيا
محارب، ترهونة، أبو كريم، الفوايد، الجوازي، العواقير، أولاد علي، الفرجان، القذاذفة.

## محافظة مرسى مطروح
القطعان، الحبون، السننة من أولاد علي، العشيبات، العوارة، القطيفة، الشراصات، الحوتة، السناقرة، الجميعات، قبيلة أولاد علي الأحمر منهم أولاد خروف ومنهم قبيلة جبر وعائلة علوش المنفعة، القناشات، وأولاد علي الأبيض منهم قبيلة العوامة وقبيلة الأفراد وبطن العقاري، الزعيرات، الجبيهات، المغاورة من قبيلة لام، الإخوان، قبيلة القنيشات.

## سيناء
توجد عدة عشائر بدوية تستوطن شبه جزيرة سيناء ويبلغ تعدادهم قرابة نصف المليون نسمة  وهم متميزون عن بقية المجتمع المصري الذي يستوطن ضفاف وادي النيل ببعض العادات الاجتماعية. ولا علاقة لبعض هذه العشائر بالفتح الإسلامي لمصر فأولئك كانوا من اليمن  أما وجود هذه العشائر البدوية فهو نتيجة تنقل من أعالي الحجاز وجنوب الأردن عبر فترات تاريخية مختلفة.
وتنتشر في سيناء وربوع مصر قبائل عديدة مثل قبيلة المساعيد من بنى شيبان من بكر بن وائل من ربيعة العدنانية وقبيلة السواركة وقبيلة الأحيوات وقبيلة الترابين وقبيلة الحويطات وقبيلة العيايدة وقبيلة المعازة من بني عطية وقبيلة بلى وقبيلة العقايلة وقبيلة السماعنة وقبيلة البياضية وقبيلة الأخارسة وغيرهم من القبائل العربية التي هاجرت من الجزيرة العربية واستقرت في مصر.

### مؤتمر الحسنة (1968)
تحتفل الحسنة بذكرى مؤتمر الحسنة (1968)، وهي ذكرى سنوية في 5 نوفمبر من كل عام. وحدث أنه في عام 1968 دعت إسرائيل لإقامة مؤتمر موسع بمدينة الحسنة بوسط سيناء شارك فيه وفود يمثلون حكومات دول العالم والأمم المتحدة وجميع وسائل الإعلام العالمية. وجمعت إسرائيل مشايخ قبائل سيناء في مؤتمر كبير عقد في الحسنة. وحاولت تحريضهم على إعلان قيام دولة مستقلة لهم في سيناء. وعرضت عليهم المزايا والدعم الخارجي والمستقبل الزاهر. ولكنها فوجئت بموقف ورد سريع من مشايخ القبائل. عندما جاء الرد بالتنسيق الكامل بين شيوخ القبائل والمخابرات العامة المصرية من خلال شيخ المحامين سعيد لطفي بصحبة شيخ المجاهدين سالم الهرش والشيخ خلف الخليفات وأعلن الشيخ سالم الهرش أمام عدسات التليفزيون بصوت جهوري «إن باطن الأرض أولى بنا من ظهرها إذا ما قبلنا هذا الأمر.. مصريون ولدنا واستشهدنا وسنبقى إلى أن نموت ومن يريد التحدث بشأن سيناء فعليه الذهاب إلى الرئيس جمال عبد الناصر». بعدها قامت إسرائيل بحملة اعتقالات بممثلي القبائل.

## روابط خارجية
- حكايات عربان إسماعيل في صحارى وعلى ضفاف النيل
- دفاتر قبائل العربان المصرية وأرقامها في دار الوثائق القومية بالقاهرة
- قبيلة جذام من قدامى قبائل العربان في مصر
- قبائل العرب في الشرقية-مجلة الثقافة الشرقية العدد 6 البحرين
- قبيلة العليقات